# Sibérie m’était contéee
A Sibérie m’était contéee [sic]  Manu Chao első csak francia nyelvű albuma; 2004-ben jelent meg.

## Számok
1. "Le P’tit jardin"
2. "Petite blonde du boulevard Brune"
3. "La valse à sale temps"
4. "Les mille paillettes"
5. "Il faut manger"
6. "Helno est mort"
7. "J’ai besoin de la lune"
8. "L’automne est las"
9. "Si loin de toi, je te joue"
10. "100.000 remords"
11. "Trop tard, trop tard"
12. "Te tromper"
13. "Madame banquise"
14. "Les Rues de l’Hiver"
15. "Sibérie fleuve amour"
16. "Les petites planètes"
17. "Te souviens tu…"
18. "J’ai besoin de la lune remix"
19. "Dans mon jardin"
20. "Merci bonsoir…"
21. "Je suis fou de toi"
22. "Les yeux turquoises"
23. "Sibérie"